# ティラーノ駅
ティラーノ駅（ティラーノえき）は、イタリア・ロンバルディア州の鉄道駅である。レーティッシュ鉄道・ベルニナ線および RFI・ティラーノ＝レッコ線の終着駅。
敷地と駅舎は完全に分かれており、駅前広場を共有している。路線バス乗り場はイタリア鉄道線の南側にあり、同線駅舎の横に連絡地下道入り口が設けられている。

## レーティッシュ鉄道ベルニナ線

### 概要
スイスとの国境を越えイタリアに乗り入れるベルニナ線の終着駅。レーティッシュ鉄道で唯一、スイス連邦外にある。
2線の頭端式ホームを備え、他に留置線と貨物列車の荷役所を併設している。ベルニナ線が狭軌（メーターゲージ）であるのに対しイタリア鉄道線が標準軌のため、現在両線の間に渡り線は存在しない。
2008年にスイスがシェンゲン協定に批准し、入国審査が不要になるまでは当駅にて出入国審査が行われていた。

### 旧線
当駅付近において開業当初の経路は現在と異なっており、具体的には、聖母教会以南も駅前通り（州道38号）との併用軌道を経由していた。現在の専用線を経由するようになったのは1938年以降。

### 歴史

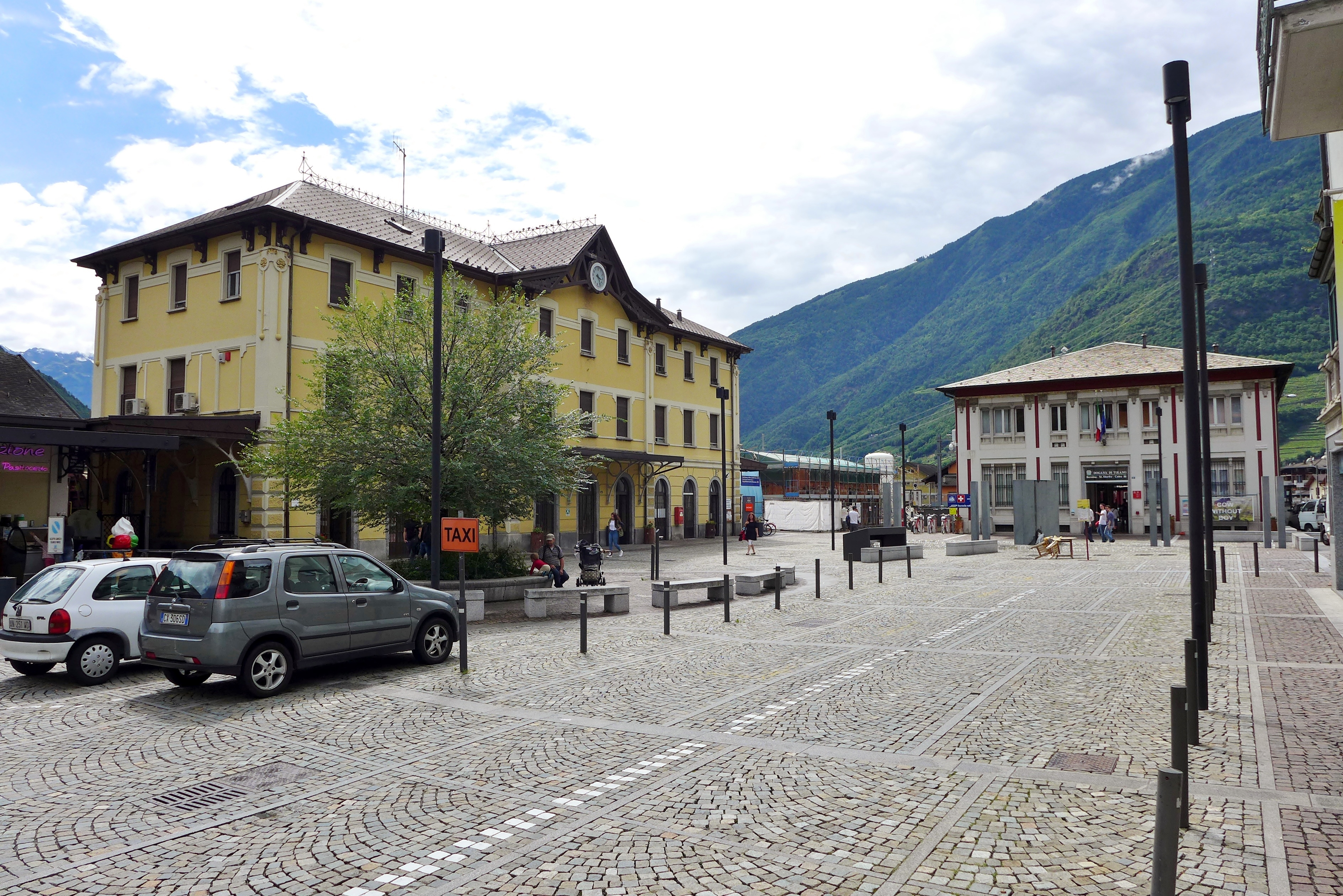
両駅舎の位置関係を示す
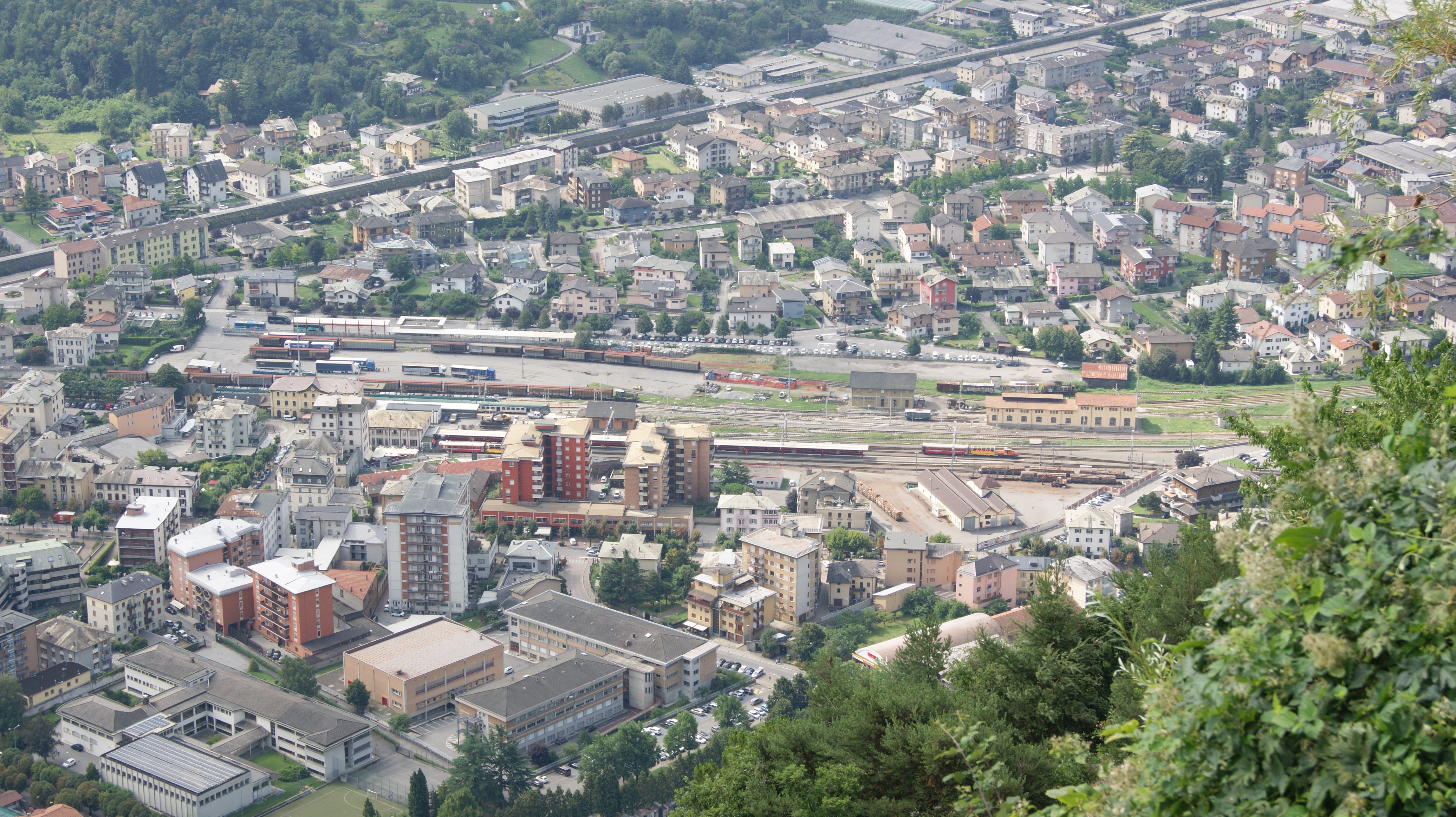
北側からの俯瞰

1908年7月1日にベルニナ鉄道 ティラーノ - ポスキアーヴォ 間の区間開業と同時に営業開始した。1927年、現駅舎が供用開始した。ベルニナ鉄道が1943年1月1日にレーティッシュ鉄道に吸収併合されたことに伴い、レーティッシュ鉄道ベルニナ線の駅となった。

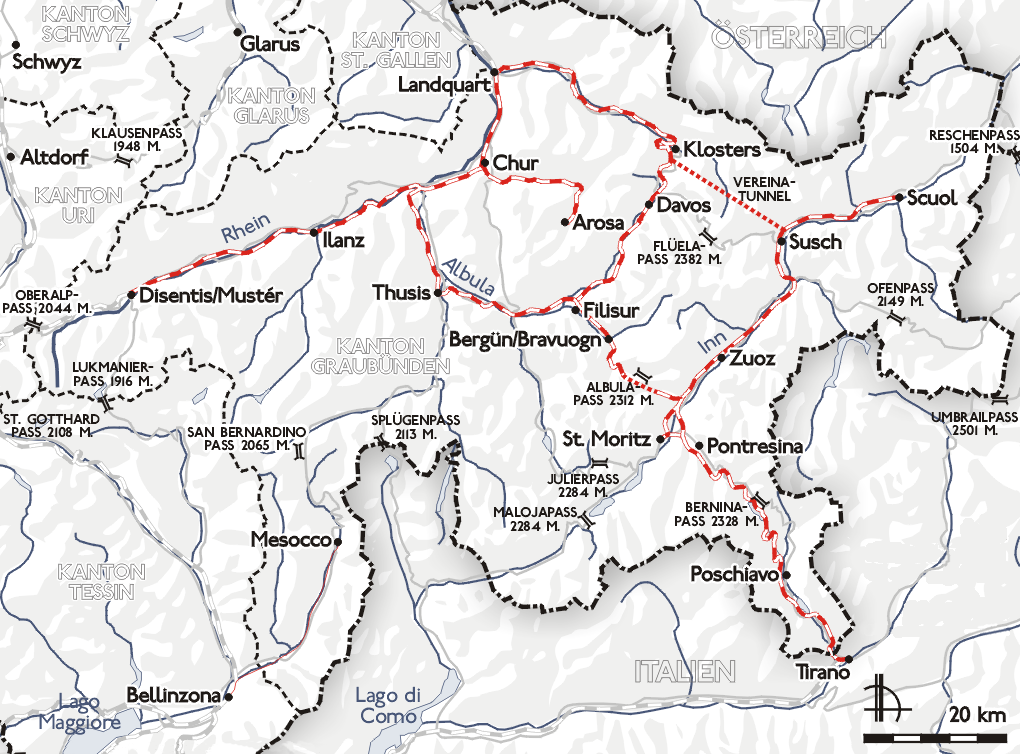
レーティッシュ鉄道路線図 右下に当駅がある
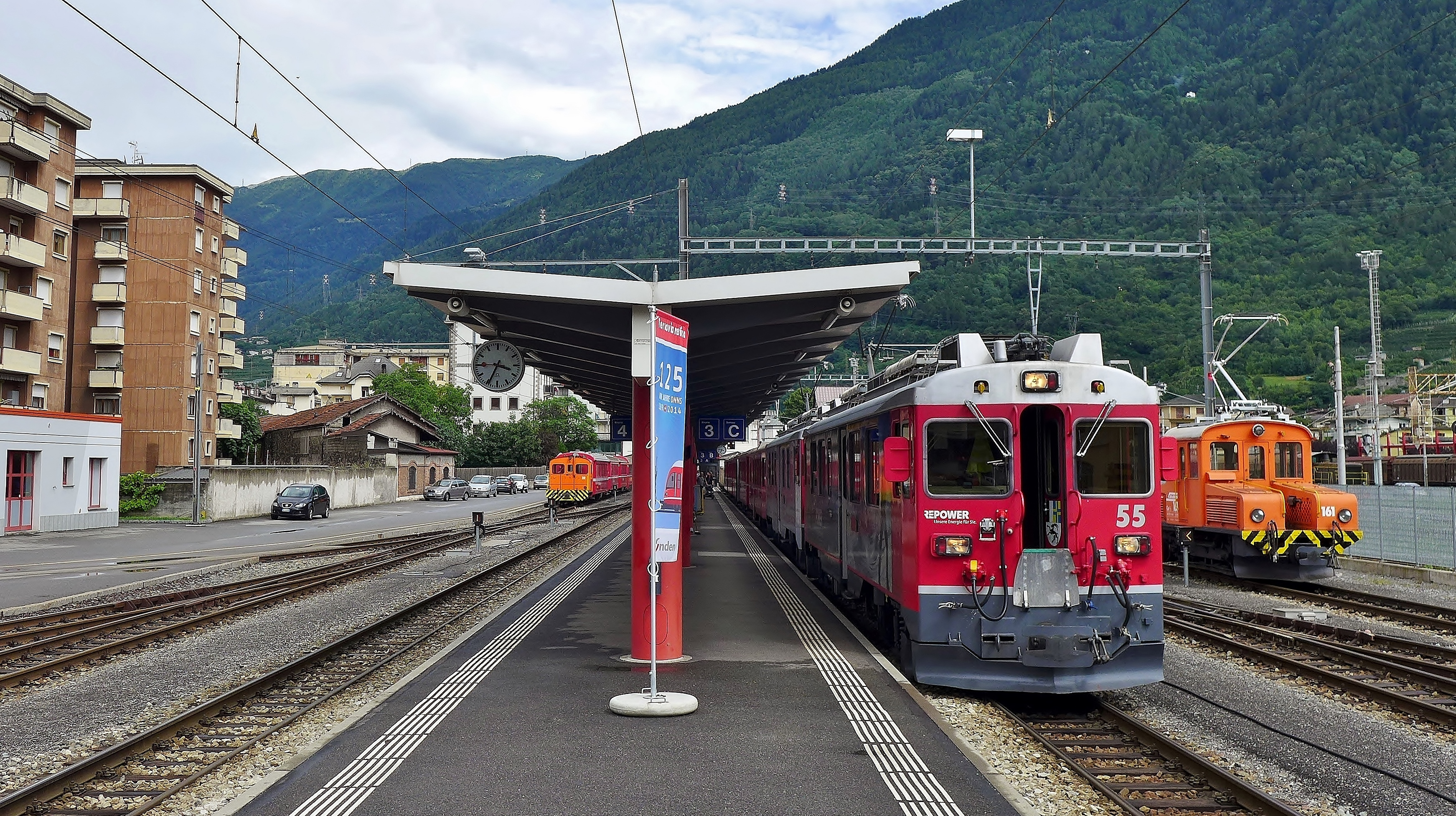
ホーム西側より駅舎方向
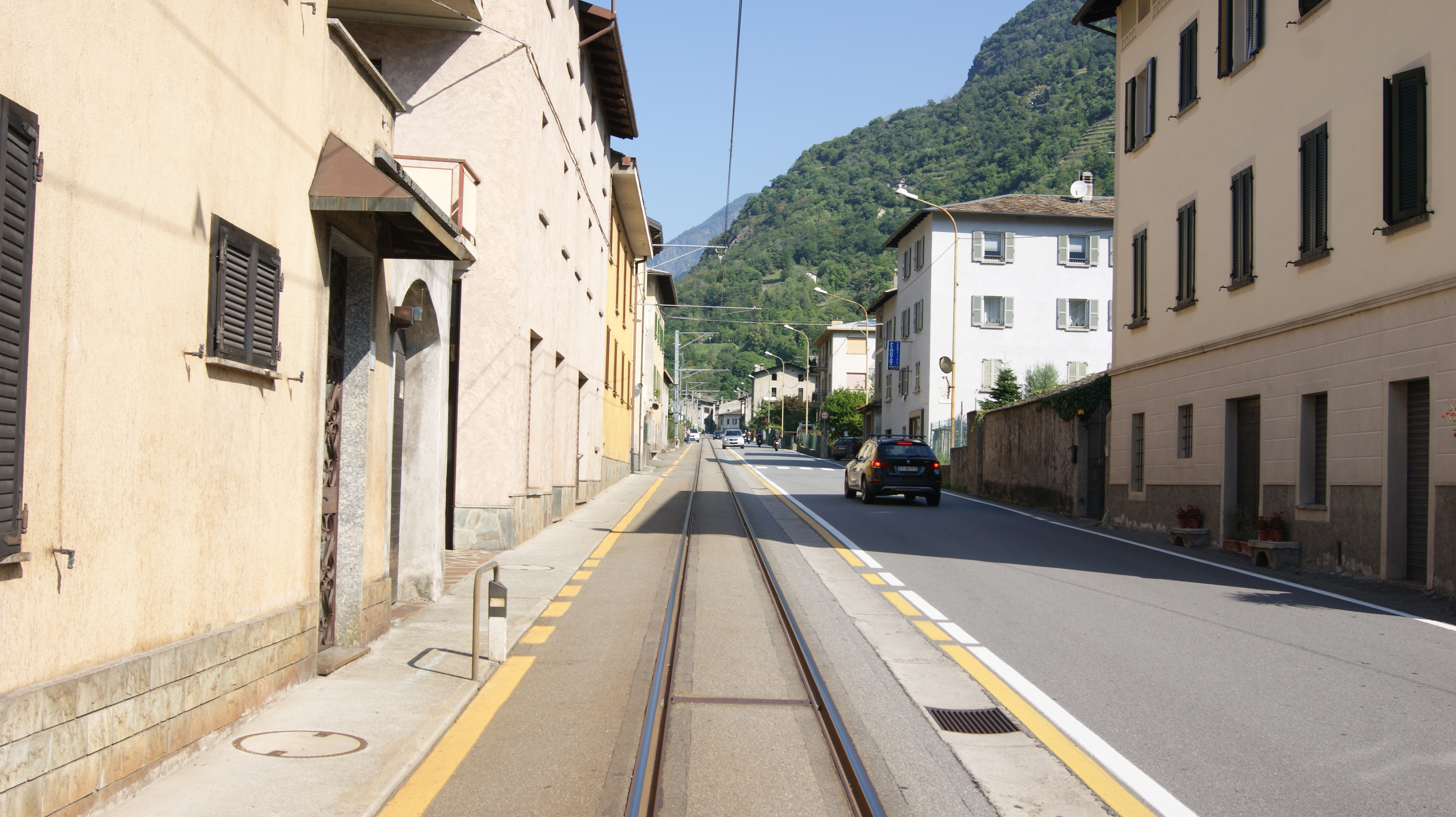
聖母教会以北に残る併用軌道
駅舎完成前の空撮写真
（1925年）[注釈 1]

## イタリア鉄道ティラーノ＝レッコ線

### 概要
イタリア鉄道(FS)より運営管理を委託されている RFI の駅。
ただしティラーノ＝レッコ線の列車運行業務はトレニタリアと北ミラノ鉄道(FNM)の合弁会社であるトレノルドが旅客列車を、FSの子会社メルシタリアが貨物列車を、それぞれ担当する。
駅舎併設の単式ホームと1面2線の島式ホームあわせて2面3線。
構内には貨物列車の荷役場が併設されているが、ベルニナ線側とは隣接せず積み替えは考慮されない。他に、鉄道趣味団体が管理している保存車両車庫がある。

### 歴史
アルタ・ヴァルテリーナ鉄道(FAV)の終着駅として1902年に開業した。1970年にイタリア国鉄に編入。
- 両駅舎の位置関係を示す
- 北側からの俯瞰